# Långa tjärnarna (naturreservat)
Långa tjärnarna  är ett naturreservat i Lindesbergs kommun i Örebro län.
Området är naturskyddat sedan 2007 och är 312 hektar stort. Reservatet ligger sydväst om sjön Stora Kloten och består av granskogar, gamla tallar, lövrika skogar och skogstjärnar.